# Movimento do Estado de Awdal
O Movimento do Estado de Awdal (em inglês:  Awdal State Movement; ASM) é uma organização política que representa os interesses da região de Awdal, na Somalilândia, no noroeste da Somália.
Principalmente associado à comunidade Gadabuursi, clã dominante na região, foi fundado no exílio em Ottawa (Canadá), em setembro de 2023 numa convenção na qual participaram de forma online centenas de membros da diáspora e presencialmente ativistas e líderes da sociedade civil de Awdal, além dos anciãos do Gadabursi. Liderado pelo Dr. Ali Ibrahim Bahar, o Movimento do Estado de Awdal é uma organização política que defende a autonomia da região de Awdal dentro de uma Somália unida. Bahar destacou os desafios enfrentados pelas comunidades de Awdal e Gabiley sob a administração da Somalilândia, apelando à atenção internacional para abordar o que a organização considera negligência e opressão sistémicas.
As raízes do movimento cresceram a partir de uma postura consistente e crítica em relação ao Movimento Nacional Somali, que foi fundamental no estabelecimento da Somalilândia após o colapso da Somália em 1991 e nos ataques contra a região de Awdal.
Em janeiro de 2024, a administração da Somalilândia assinou um memorando de entendimento com a Etiópia, que concedeu à Etiópia acesso a áreas estratégicas ao longo da costa da Somalilândia. Em troca, a Etiópia concordou em considerar o reconhecimento formal da independência da Somalilândia.
Isto provocou reações regionais e internacionais. O acordo encontrou oposição de vários grupos na Somalilândia, especialmente na região de Awdal. Os líderes do Movimento do Estado de Awdal, juntamente com comunidades locais em Lughaya e membros do clã Gadabursi, argumentam que o acordo compromete a integridade territorial do país. Eles afirmam que as decisões envolvendo terras somalis devem ser tratadas com o envolvimento do Governo Federal da Somália, em vez de serem tratadas unilateralmente pela Somalilândia. O Djibuti, também contrário ao memorando de entendimento, estaria dando apoio ao  Movimento do Estado de Awdal visando enfraquecer a estabilidade da Somalilândia.